# Craniu de cristal

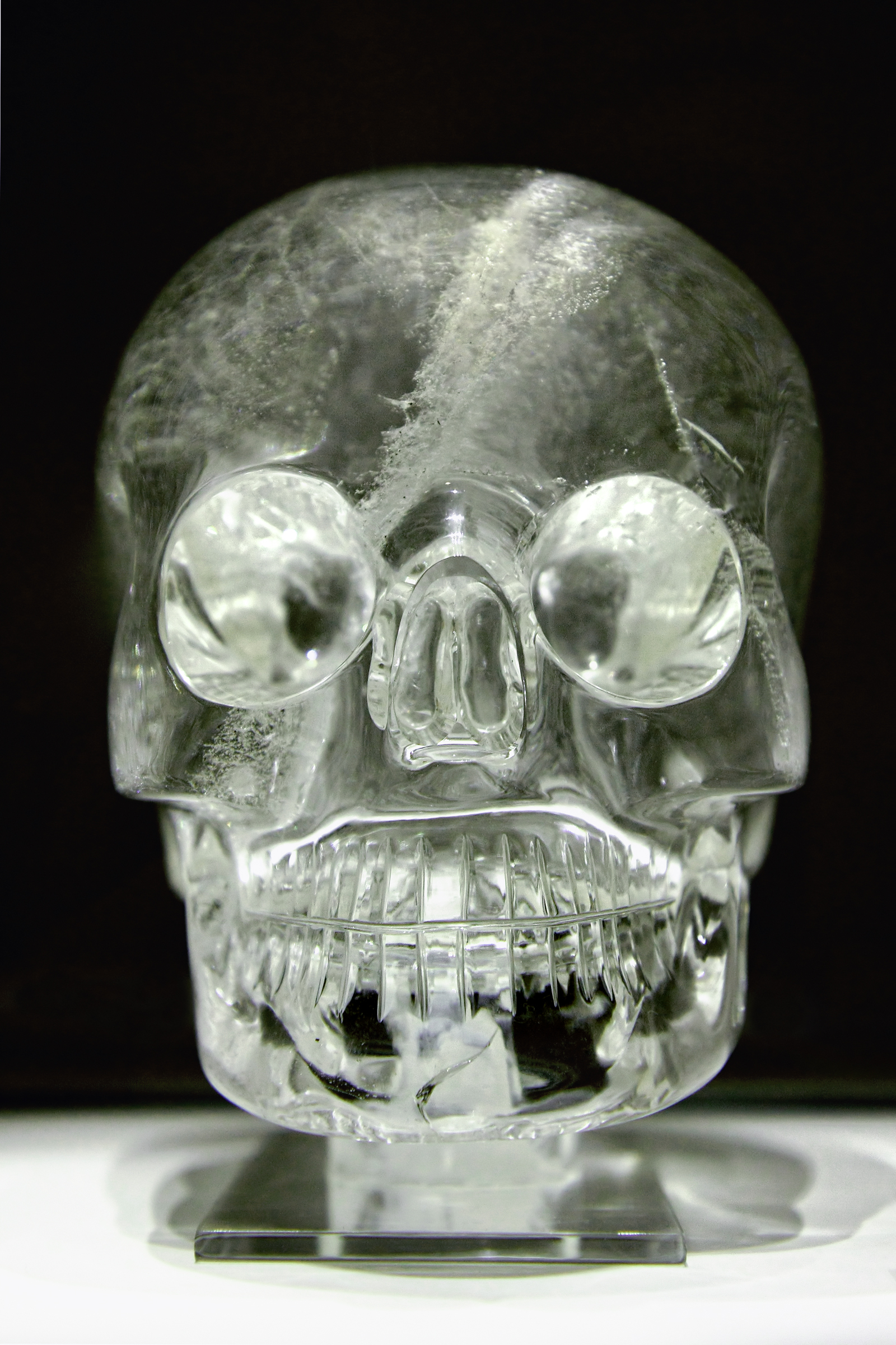
Craniul de cristal de la British Museum, similar ca dimensiuni cu craniul mai detaliat Mitchell-Hedges.

Craniile de cristal sunt sculpturi în piatră dură de cranii umane realizate din cuarț alb lăptos sau alte tipuri de cuarț (numit și „cristal de stâncă”), despre care presupușii lor găsitorii au afirmat că sunt artefacte mesoamericane precolumbiene; cu toate acestea, aceste afirmații au fost respinse la toate specimenele puse la dispoziție pentru studii științifice. Rezultatele acestor studii au demonstrat că cele examinate au fost fabricate la mijlocul secolului al XIX-lea sau mai târziu, aproape sigur în Europa, într-o perioadă în care interesul pentru cultura antică abunda. Craniile par să fi fost lucrate în Germania, destul de probabil în atelierele din orașul Idar-Oberstein, care era renumit pentru realizarea de obiecte din cuarț brazilian importat la sfârșitul secolului al XIX-lea.
În ciuda unor afirmații prezentate într-un sortiment de literatură de popularizare, legendele despre cranii de cristal cu puteri mistice nu apar în mitologiile și relatările spirituale autentice mesoamericane sau ale altor nativi americani. Deseori se pretinde că aceste cranii prezintă fenomene paranormale, pretenții emise de către unii membri ai mișcării New Age; acestea au fost adesea descrise ca atare în ficțiune. Craniile de cristal au devenit un subiect popular, acestea au apărut în numeroase seriale de televiziune științifico-fantastice, romane, filme și jocuri video.

## Colecții
Comerțul cu artefacte precolumbiene false s-a dezvoltat la sfârșitul secolului al XIX-lea, în măsura în care, în 1886, arheologul Institutului Smithsonian William Henry Holmes a scris un articol în  Science numit „Comerțul cu antichități false mexicane”. Deși muzeele achiziționaseră cranii mai devreme, Eugène Boban, un comerciant de antichități care și-a deschis magazinul la Paris în 1870, este cel mai asociat cu colecțiile de muzeu de cranii de cristal din secolul al XIX-lea. Cea mai mare parte a colecției lui Boban, inclusiv trei cranii de cristal, a fost vândută etnografului Alphonse Pinart, care a donat colecția Muzeului Trocadéro, care mai târziu a devenit Musée de l'Homme din Paris.

## Cercetări
Se pretinde că multe cranii de cristal sunt precolumbiene, de obicei atribuite civilizațiilor aztece sau maya. Arta mesoamericană are numeroase reprezentări de cranii, dar niciunul dintre craniile din colecțiile muzeului nu provine din săpături documentate. Cercetările efectuate pe mai multe cranii de cristal la Muzeul Britanic în 1967, 1996 și 2004 arată că liniile care marcau dinții (aceste cranii nu aveau maxilar separat, spre deosebire de craniul Mitchell-Hedges) au fost sculptate folosind echipamente de bijutier (unelte rotative) care s-au dezvoltat în secolul al XIX-lea, făcând incertă o origine precolumbiană a acestora.
Tipul de cristal a fost determinat prin examinarea incluziunilor de clorit. Se găsește doar în Madagascar și Brazilia și, prin urmare, era de neobținut sau necunoscut în Mesoamerica precolumbiană. Studiul a concluzionat că [aceste] cranii au fost lucrate în secolul al XIX-lea în Germania, destul de probabil la atelierele din orașul Idar-Oberstein, care era renumit pentru realizarea de obiecte realizate din cuarț brazilian importat la sfârșitul secolului al XIX-lea. 
S-a stabilit că [aceste] cranii de cristal din Muzeul Britanic și Musée de l'Homme din Paris  au fost vândute inițial de către comerciantul francez de antichități Eugène Boban, care opera în Mexico City între 1860 și 1880.  Craniul de cristal al British Museum a fost tranzitat prin Tiffany & Co. din New York, în timp ce craniul de cristal al Musée de l'Homme a fost donat de Alphonse Pinart, un etnograf care îl cumpărase de la Boban.
În 1992, Institutul Smithsonian a investigat un craniu de cristal oferit de o sursă anonimă; sursa a susținut că l-a cumpărat din Mexico City în 1960 și că era de origine aztecă. Ancheta a concluzionat că și acest craniu a fost făcut recent. Conform Institutului Smithsonian Boban a achiziționat craniile de cristal din Germania, în conformitate cu concluziile Muzeului Britanic. 
Journal of Archaeological Science a publicat un studiu detaliat al Muzeului Britanic și al Institutului Smithsonian în mai 2008.  Folosind microscopul electronic și cristalografia cu raze X, o echipă de cercetători britanici și americani a descoperit că [acel] craniu al Muzeului Britanic a fost șlefuit cu o substanță abrazivă aspră, cum ar fi corindonul sau diamantul, și modelat folosind o unealtă cu disc rotativ realizat dintr-un metal adecvat. Specimenul Smithsonian a fost prelucrat cu un abraziv diferit, și anume carbură de siliciu (carborundum), un compus siliciu-carbon care este o substanță sintetică fabricată folosind tehnici industriale moderne. Deoarece sinteza carborundumului datează doar din anii 1890 și disponibilitatea sa mai largă până în secolul al XX-lea, cercetătorii au concluzionat că „sugestia este că a fost produs în anii 1950 sau mai târziu”. 

## Cranii individuale

### Craniul Muzeului Britanic

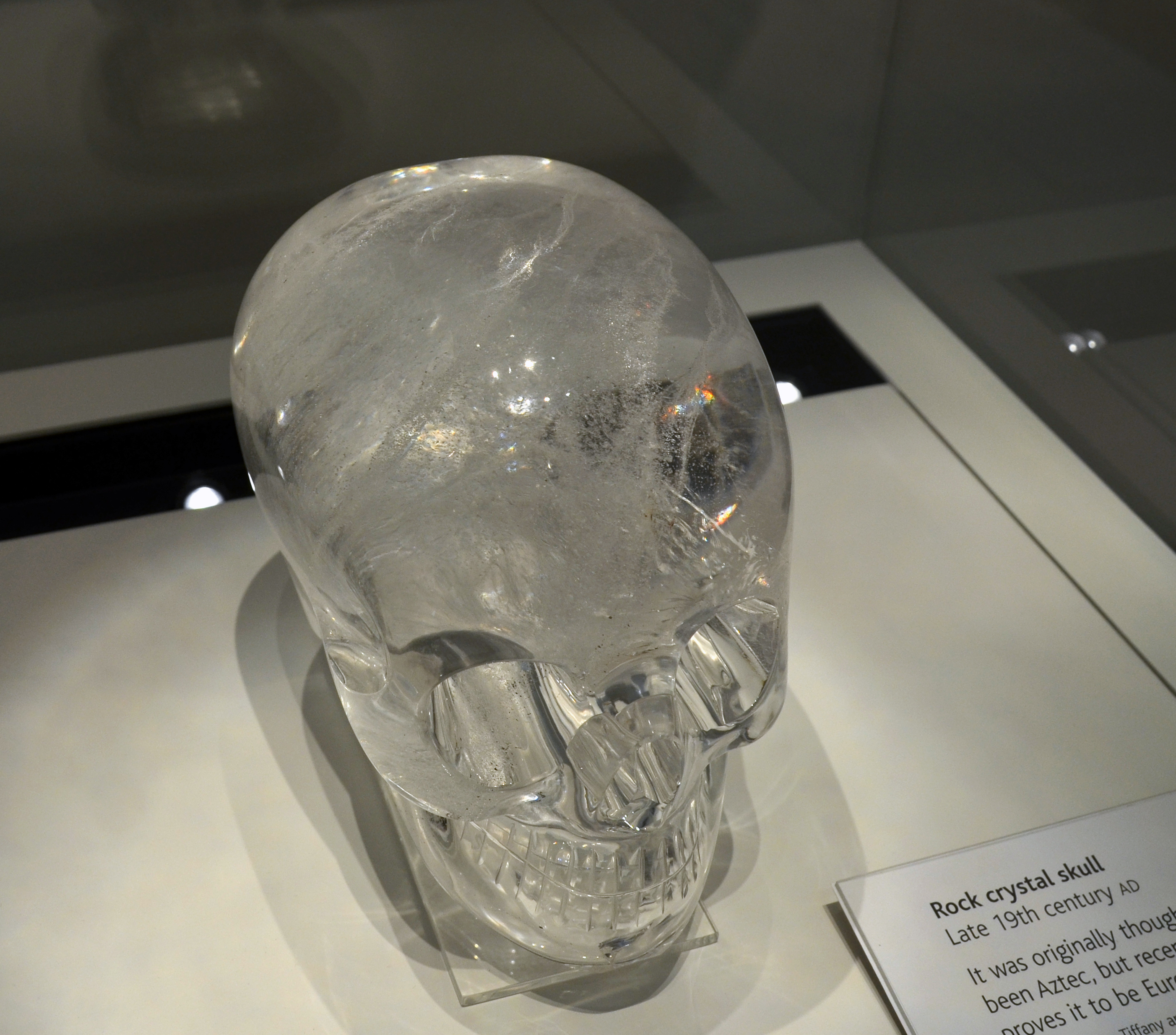
Craniul de cristal al Muzeului Britanic

Craniul de cristal al Muzeului Britanic a apărut pentru prima dată în 1881, în magazinul anticarului din Paris, Eugène Boban. Originea sa nu a fost menționată în catalogul său al vremii. Se spune că el a încercat să-l vândă muzeului național al Mexicului ca artefact aztec, dar nu a reușit. Boban și-a mutat mai târziu afacerea în New York, unde craniul a fost vândut lui George H. Sisson. A fost expus la reuniunea Asociației Americane pentru Avansarea Științei din New York City în 1887 de către George F. Kunz.  A fost vândut la licitație și cumpărat de Tiffany and Co., care mai târziu l-a vândut Muzeului Britanic în 1897.  Acest craniu este foarte asemănător cu craniul Mitchell-Hedges, deși este mai puțin detaliat și nu are maxilar inferior mobil.
Muzeul Britanic a catalogat proveniența craniului drept „probabil europeană, secolul al XIX-lea d.Hr.”  și afirmă ca „nu este un artefact precolumbian autentic”.   S-a stabilit că acest craniu a fost realizat cu unelte moderne și că nu este autentic. 

### Craniul Mitchell-Hedges
Probabil cel mai faimos și enigmatic craniu este cel descoperit în 1924 de Anna Mitchell-Hedges, fiica adoptivă a aventurierului britanic și a popularului autor F. A. Mitchell-Hedges. Este subiectul unui documentar realizat în 1990, Crystal Skull of Lubaantun. A fost examinat și descris de cercetătorii de la Smithsonian ca fiind „foarte aproape o replică a craniului British Museum – aproape exact aceeași formă, dar cu modelarea mai detaliată a ochilor și a dinților.” Mitchell-Hedges a susținut că a găsit craniul îngropat sub un altar prăbușit în interiorul unui templu din Lubaantun, în Hondurasul britanic, acum Belize. Din câte se poate constata, însuși F. A. Mitchell-Hedges nu a făcut nicio mențiune despre presupusa descoperire în niciuna dintre scrierile sale despre Lubaantun. Alții martori din momentul săpăturilor nu au înregistrat nici descoperirea craniului, nici prezența Annei acolo.  Dovezi recente au arătat că F. A. Mitchell-Hedges a cumpărat craniul la o licitație Sotheby's din Londra, la 15 octombrie 1943, de la comerciantul de artă londonez Sydney Burney. În decembrie 1943, F. A. Mitchell-Hedges a dezvăluit într-o scrisoare către fratele său că a cumpărat craniul de la Burney.  
Craniul este făcut dintr-un bloc de cuarț transparent de dimensiunea unui craniu uman mic, măsurând aproximativ 5 inches (13 cm) înălțime, 7 inches (18 cm) lungime și 5 inches (13 cm) lățime. Maxilarul inferior este desprins. La începutul anilor 1970, a intrat în grija temporară a restauratorului de artă independent Frank Dorland, care a susținut, la inspectarea sa, că a fost „cioplit” fără unelte metalice. Dorland a raportat că nu a putut găsi niciun semn de zgârietură, cu excepția urmelor de șlefuire mecanică pe dinți și a speculat că a fost cizelat mai întâi în formă grosieră, probabil folosind diamante, iar modelarea, șlefuirea și lustruirea mai fine au fost realizate prin utilizarea nisipului pe o perioadă de la 150 până la 300 de ani. El a spus că ar putea avea o vechime de până la 12.000 de ani. Deși de-a lungul anilor au fost făcute diverse afirmații cu privire la proprietățile fizice ale craniului, cum ar fi o temperatură presupusă constantă de 70 °F (21 °C), Dorland a raportat că nu a existat nicio diferență de proprietăți între acesta și alte cristale naturale de cuarț. 
În timp ce se afla în grija lui Dorland, craniul a intrat în atenția scriitorului Richard Garvin, care lucra la o agenție de publicitate unde supraveghea contul de publicitate al lui Hewlett-Packard. Garvin a aranjat ca [acest] craniu să fie examinat în laboratoarele de cristale Hewlett-Packard din Santa Clara, California, unde a fost supus mai multor teste. Laboratoarele au stabilit că nu era un compozit așa cum a presupus Dorland, ci că era modelat dintr-un singur cristal de cuarț. Testul de laborator a stabilit, de asemenea, că maxilarul inferior a fost modelat din același cristal ca și restul craniului.  Hewlett-Packard nu a făcut nicio investigație cu privire la metoda de fabricare sau datare.
Pe lângă urmele de șlefuire mecanică de pe dinți observate de Dorland , arheologul expert în mayași Norman Hammond a afirmat că găurile (presupus a fi destinate cuielor de susținere) prezentau semne că au fost făcute prin găurire cu metal.  Aventurierul Anna Mitchell-Hedges a refuzat cererile ulterioare de a trimite craniul pentru teste științifice suplimentare. 
Cea mai veche referință publicată despre craniu este în revista de antropologie  din iulie 1936  Man, unde este descris ca fiind în posesia lui Sydney Burney, un comerciant de artă din Londra despre care se spunea că îl deținea din 1933  și de la care dovezile sugerează că F. A. Mitchell-Hedges l-a cumpărat. 
F. A. Mitchell-Hedges a menționat craniul doar pe scurt în prima ediție a autobiografiei sale, Danger My Ally (1954), fără a preciza unde sau de către cine a fost găsit.  El doar a susținut că „are cel puțin 3.600 de ani și, potrivit legendei, a fost folosit de Marele Preot Mayaș atunci când efectua ritualuri ezoterice. Se spune că atunci când invoca moartea (vroia să moară) cu ajutorul craniului, moartea apărea invariabil”.  Toate edițiile ulterioare ale autobiografiei sale au omis în întregime menționarea craniului. 

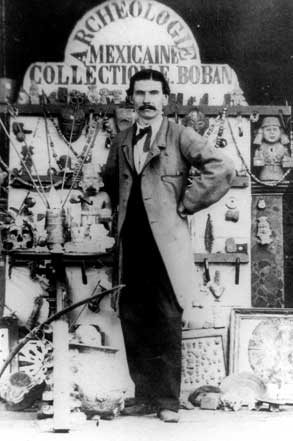
Eugène Boban-Duvergé, principalul comerciant francez de artefacte precolumbiene în a doua jumătate a secolului al XIX-lea și sursă probabilă a mai multor cranii celebre

Într-o scrisoare din 1970, Anna a afirmat, de asemenea, că i s-a spus „de către puținii mayași rămași că [acest] craniu a fost folosit de marele preot pentru a muri”.  Din acest motiv, artefactul este uneori denumit „Craniul Morții” (The Skull of Doom). Anna Mitchell-Hedges a întreprins un turneu cu craniul în 1967, expunându-l pe bază de plată. Undeva între 1988 și 1990 a întreprins un alt turneu cu craniul. Ea a continuat să acorde interviuri despre artefact până la moartea ei.
În ultimii opt ani, Anna Mitchell-Hedges a locuit în Chesterton, Indiana, cu Bill Homann, cu care s-a căsătorit în 2002. Ea a decedat la 11 aprilie 2007. Din acel moment, Craniul Mitchell-Hedges a fost deținut de Homann. El a continuat să creadă în proprietățile sale mistice. 
În noiembrie 2007, Homann a dus craniul la biroul antropologului Jane MacLaren Walsh, la Muzeul Național de Istorie Naturală Smithsonian, pentru examinare.  Walsh a efectuat o examinare detaliată a craniului folosind lumină ultravioletă, un microscop optic de mare putere și tomografie computerizată. Homann a dus din nou craniul la muzeu în 2008, astfel încât să poată fi filmat pentru un documentar de la Smithsonian Networks, Legenda craniului de cristal, iar cu această ocazie, Walsh a reușit să ia două seturi de matrițe din silicon cu semne de instrumente de suprafață pentru analiza (SEM) cu microscopul electronic de scanare. Micrografiile SEM au adus dovezi că cristalul a fost prelucrat cu o unealtă rotativă din metal dur, de mare viteză, acoperită cu un abraziv dur, cum ar fi diamantul. Cercetările extinse ale lui Walsh asupra artefactelor din Mexic și America Centrală au arătat că artizanii dinainte de apariția europenilor au sculptat piatra prin abraziunea suprafeței cu piatră sau unelte din lemn, iar în epoca precolumbiană ulterioară, cu unelte din cupru, în combinație cu o varietate de nisipuri abrazive sau piatră pulverizată.  Aceste examinări l-au condus pe Walsh la concluzia că craniul a fost probabil sculptat în anii 1930 și, cel mai probabil, s-a bazat pe craniul British Museum, care fusese expus destul de mult timp, din 1898. 
În documentarul National Geographic Channel, „Adevărul din spatele craniilor de cristal”,  Gloria Nusse a efectuat o reconstrucție medico-legală a feței peste o replică a craniului. Potrivit lui Nusse, chipul rezultat avea caracteristici feminine și europene. Deoarece s-a emis ipoteza că acest Craniu de Cristal ar fi o replică a unui craniu uman real, concluzia a fost că nu ar fi putut fi creat de americanii antici. 

### Craniul din Paris

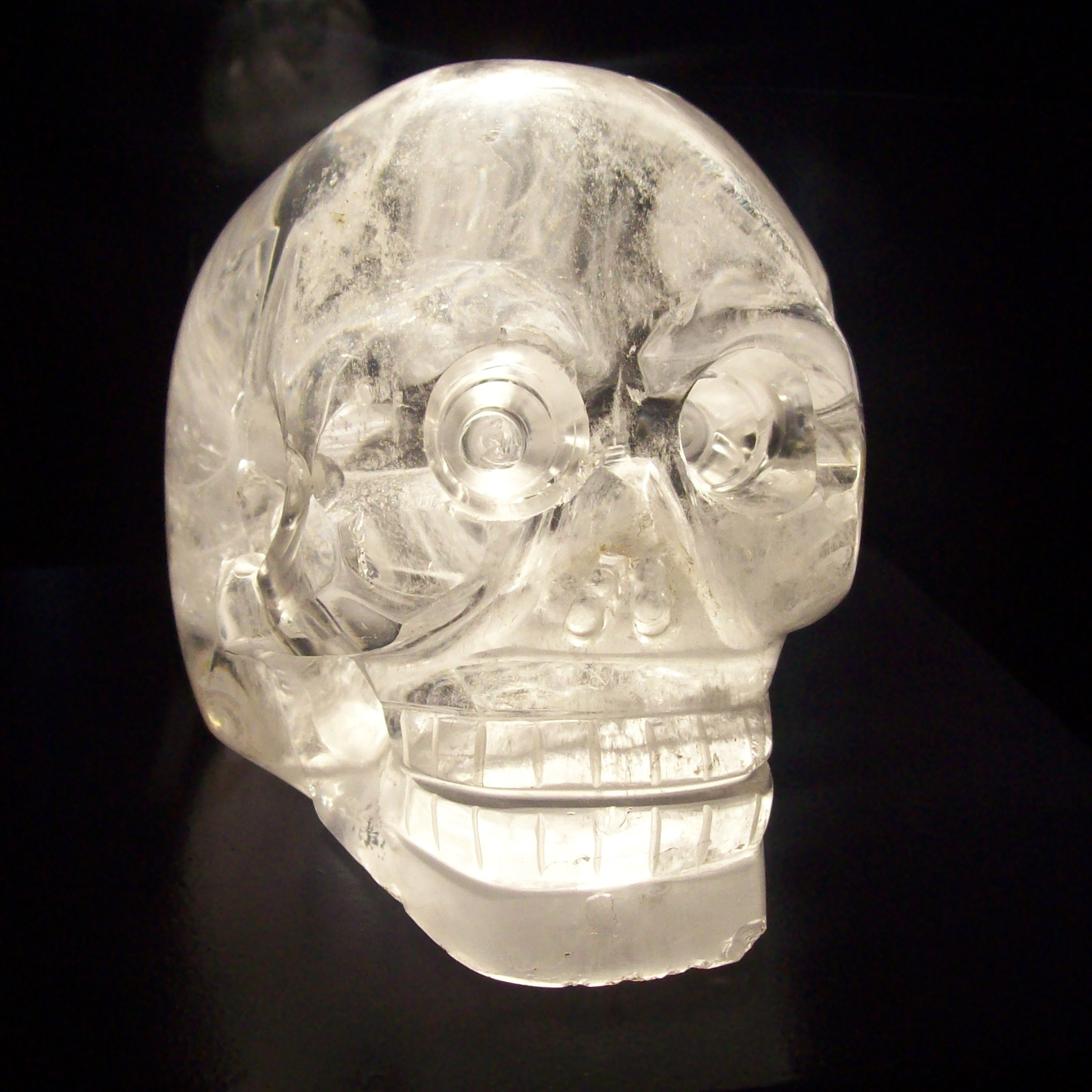
Craniu de cristal la Musée du quai Branly, Paris

Cel mai mare dintre cele trei cranii vândute de Eugène Boban lui Alphonse Pinart (numit uneori Craniul [din] Paris), de aproximativ 10 cm înălțime, are o gaură vertical prin centru.  Face parte dintr-o colecție deținută la Musée du Quai Branly și a fost supusă unor teste științifice efectuate în 2007-2008 de către Centre de recherche et de restauration des musées de France (Centrul de cercetare și restaurare a muzeelor din Franța), sau C2RMF. După o serie de analize efectuate pe parcursul a trei luni, inginerii C2RMF au concluzionat că „cu siguranță nu este precolumbian, prezintă urme de lustruire și abraziune de către unelte moderne”.   Testele cu acceleratorul de particule au dezvăluit, de asemenea, urme ascunse de apă care au fost datate din secolul al XIX-lea, iar Quai Branly a dat o declarație conform căreia testele „par să indice că a fost făcut la sfârșitul secolului al XIX-lea”. 
În 2009, cercetătorii C2RMF au publicat rezultatele investigațiilor ulterioare pentru a stabili când a fost sculptat craniul din Paris. Analiza microscopiei electronice de scanare (SEM) a indicat utilizarea mașinilor-unelte lapidare în sculptura sa. Rezultatele unei noi tehnici de datare cunoscută sub denumirea de datare prin hidratare cu cuarț (QHD) au demonstrat că [acest] craniu din Paris a fost sculptat mai târziu decât un obiect de referință din cuarț, despre care se știe că a fost tăiat în 1740. Cercetătorii au ajuns la concluzia că rezultatele SEM și QHD combinate cu proveniența cunoscută a craniului indică că acesta a fost sculptat în secolul al XVIII-lea sau al XIX-lea. 

### Craniul Smithsonian
„Craniul Smithsonian”, Nr. de catalog A562841-0 din colecțiile Departamentului de Antropologie, Muzeul Național de Istorie Naturală, a fost trimis prin poștă la Instituția Smithsonian în mod anonim în 1992 și s-a susținut de către donatorul său anonim că a fi un obiect aztec, pretins a fi din colecția lui Porfirio Diaz. Este cel mai mare dintre cranii, cântărind 31 pounzi (14 kg) și are 15 inches (38 cm) înălțime. A fost sculptat folosind carborundum, un abraziv modern. A fost expus ca un fals modern la Muzeul Național de Istorie Naturală. 

## Afirmații paranormale și asocieri spirituale
Unii oameni cred în afirmația paranormală că aceste cranii de cristal pot produce o varietate de miracole. Anna Mitchell-Hedges a susținut că  ar putea provoca viziuni și vindeca cancerul, că și-a folosit odată proprietățile magice pentru a ucide un bărbat și că, într-un alt caz, a văzut în el o premoniție a asasinării lui John F. Kennedy.
În piesa de teatru din 1931 Papucul de satin de Paul Claudel, regele Filip al II-lea al Spaniei folosește „un cap al morții făcut dintr-o singură bucată de cristal”, luminat de „o rază a soarelui apus”, pentru a vedea înfrângerea Armadei spaniole în atacul său asupra Regatului Angliei.
Afirmațiile cu privire la puterile de vindecare și cele supranaturale ale craniilor de cristal nu au avut niciun sprijin în comunitatea științifică, care nu a descoperit nicio dovadă a vreunui fenomen neobișnuit asociat cu craniile și nici un motiv pentru investigații suplimentare, în afară de confirmarea provenienței și metodei lor de fabricare.
Un alt roman și speculații nefondate din punct de vedere istoric se leagă de legenda craniilor de cristal cu finalizarea ciclului anterior al calendarului Maya b'ak'tun la 21 decembrie 2012, susținând că reunirea celor treisprezece cranii mistice va preveni o presupusă catastrofă la sfârșitul acestui calendar (vezi fenomenul 2012). O difuzare a acestei afirmații a apărut (printre altele) în The Mystery of the Crystal Skulls, un program din 2008 produs pentru Sci Fi Channel în mai și difuzat pe Discovery Channel Canada în iunie. Printre intervievații s-a numărat Richard Hoagland, care a încercat să lege craniile și mayașii de viața de pe Marte, și David Hatcher Childress, susținătorul civilizațiilor pierdute ale atlanților și al teoriei antigravitaționale.
Craniile de cristal sunt menționate și de autorul Drunvalo Melchisedec în cartea sa Serpent of Light. El scrie că a dat peste descendenți mayași indigeni care dețineau cranii de cristal la ceremoniile de la templele din Yucatán, despre care scrie că ar conține suflete ale mayașilor antici care au intrat în cranii pentru a aștepta momentul în care cunoștințele lor antice vor fi din nou necesare.

Presupusele asocieri și origini ale mitologiei craniului de cristal în tradiția spirituală a nativilor americani, așa cum sunt pezentate de scriitori neoșamani, precum Jamie Sams, sunt în mod similar ignorate.  În schimb, după cum notează Philip Jenkins, mitologia craniului de cristal poate fi urmărită până la „legendele baroc” răspândite inițial de F. A. Mitchell-Hedges, și apoi reluată:
Până în anii 1970, craniile de cristal au intrat în mitologia New Age ca relicve puternice ale Atlantidei antice și chiar au dobândit un număr canonic: erau exact treisprezece cranii.

 Nimic din toate acestea nu ar avea vreo legătură cu indienii din America de Nord, dacă craniile nu ar fi atras atenția unora dintre cei mai activi scriitori New Age. 